# 從0開始
《從0開始》是以四格漫畫形式發表的日本漫畫作品。自2004年7月號開始在芳文社月刊雜誌《Manga Time Kirara MAX》連載、單行本全2卷。

## 作品簡介
東屋小鳥喜歡上偶然遇見的少年日下部有人，為了追隨他而進入四谷學園高等部就讀。某天上課時遇到交通事故而成為生靈，因而開始和有人一同生活。
本作描寫小鳥、有人、有人的妹妹神無以及地縛靈波奇子等人愉快的日常生活。

## 登場人物
東屋小鳥
本作主角。柳澤中學出身，進入四谷學園高等部就讀的高中生。髮色為茶色。留著長髮，左右各綁成一條麻花辮。瞳孔的顏色為綠色。優點是樂觀向前。
從小體弱多病常常住院，因此國中時幾乎沒機會和朋友相處。在住院時和有人相遇並喜歡上他而去參加四谷學園的入學考試。沒想到入學沒多久就遇到交通事故變成生靈，後來取回身體，並成為四谷學園高等部的老師，並嫁入日下家。常常利用普通人看不見自己這點捉弄神無。
特技是人類水龍頭（從嘴巴吐血）和不怕被車撞，趣味是在河邊跑步（河邊有鬼以及貌似幽靈的老人，被認為是三途之河）。
日下部有人
小鳥的同學。四谷學園中等部出身，直升高等部。髮色為薄紫色，瞳孔為青色。
家裡是神社，本人則是靈能力者，所以能看見變成生靈的小鳥。體質很容易被幽靈附身，除了常被小鳥附身外，沒有貼除魔符咒時也很容易被動物的靈魂附身。
日下部神無
有人的妹妹，四谷學園中等部三年級學生。留著薄紫色短髮，瞳孔為紫色。
喜歡有人，有戀兄情節，因此不喜歡小鳥太接近有人。和有人同樣是靈能力者，經常隨身攜帶大麻。平常將大麻藏在背後。
保科千津子
四谷學園高等部屋頂上的地縛靈。留著茶色長髮，瞳孔同為茶色。
綽號是「波奇子，取自），小鳥取的綽號）」。在屋頂曬太陽時因為欄杆斷裂而摔死，結果成為屋頂上的地縛靈。脖子綁著項圈，只能在綁住項圈的繩子長度範圍內移動，但因為長度長到能去海邊，實際上等於是沒有限制，最後從地縛靈轉為學院幽靈。體質會給他人帶來不幸，但主要角色中只對彼方有效。常和妖怪花子與舉行「七大不可思議之名度向上對策會議」。
日下部望
有人與神無的母親。留著紫色長髮。
化妝非常厚，甚至到了會裂開或者是融化的程度。能夠用特殊化妝偽裝成其他人。家境貧乏，常常進行與神社相關的打工。
空野彼方
有人的同學、朋友。有一點靈感，能夠稍微看見幽靈。被有人敲了一下之後能夠清楚的看見幽靈，對幽靈的恐怖也減低不少。喜歡上偶然遇見的波奇子，也因此變成不幸體質。
空野遙
彼方的妹妹，神無的同學、朋友。和哥哥不同，不但不害怕幽靈反而對幽靈很有興趣，很羨慕有靈能力的神無。
日下部
有人、神無的父親，很有幽默感。在單行本第2卷出場。
世界著名的退魔師，離家數年巡迴世界（東屋 小鳥直到嫁入日下家3年，都從未見過日下部）
黒乃御子
神無的同學由外校報考到四谷學園的高中生，黑色長髮，紅色眼睛。
死靈操控師，白亞的主人，按照家族的傳統，召喚死靈來做仆人，獨居在內部是豪華裝修的廢棄醫院
白亞
聽從御子的不明身份的死靈。白亞是御子起的名字，真實姓名沒有透露。留著粉紅色的長髮，紅色眼睛。
因一些原因，她得到東屋 小鳥的身體，並代替了東屋 小鳥，因為她年齡很大的緣故，所以她的靈格很高，她的樂觀的性格，让她代替東屋 小鳥後很會享受生活
廁所的花子
四谷學園高等部的學院幽靈。頭上有個大紅色蝴蝶結，穿著背帶裙。
為提高四谷學園幽靈的知名度，經常和其他的幽靈計畫嚇四谷學園的學生，但很少成功
テケテケ
四谷學園的學院幽靈。只有上半身，穿著不合身的校服
廁所的花子
四谷學園中等部的學院幽靈。在中等部十分有名聲，穿著和高等部花子相同，但體形則像個碩大的男子。

## 主要舞台
四谷學園
小鳥等人就讀的學校。擁有中等部與高等部。從有人直升看來，應該是比較接近國中高中一貫教育，小鳥這種高中才進來的學生很少。
天野神社
有人和神無的家。加上雙親共四人同住，規模很小的破舊神社。根據神無所說，在退魔師方面似乎還算有名。

## 出版書籍
| 冊數 | 芳文社         | 芳文社                 |
| 冊數 | 發售日期       | ISBN                   |
| ---- | -------------- | ---------------------- |
| 1    | 2016年10月27日 | ISBN 978-4-8322-7598-0 |
| 2    | 2009年1月27日  | ISBN 978-4-8322-7771-7 |